# Relações entre Brasil e Coreia do Norte
As relações entre Brasil e Coreia do Norte são as relações diplomáticas entre a República Federativa do Brasil e a República Democrática Popular da Coreia. Estas relações não existiam até 2001, quando foram estabelecidas no mandato do presidente Fernando Henrique Cardoso, durante uma visita presidencial ao posto fronteiriço de Panmunjom, situado na fronteira entre a Coreia do Norte e a Coreia do Sul. O governo norte-coreano mantém uma embaixada em Brasília, assim como o governo brasileiro mantém uma embaixada em Pyongyang. Devido ao atual contexto sócio-político existente na Península Coreana, esta é uma das relações bilaterais mais controversas a serem mantidas pelo governo brasileiro na atualidade.
Atualmente o Brasil presta cooperação técnica à Coreia do Norte.

## Histórico
O Brasil não manteve relações diplomáticas com a Coreia do Norte desde a fundação do país em 1945, até o ano de 2001. Em 2001, durante a administração do presidente brasileiro Fernando Henrique Cardoso, e Kim Jong-il sendo o líder supremo da Coreia do Norte, as relações diplomáticas foram discretamente estabelecidas entre a Coreia do Norte e o Brasil.
Antes do estabelecimento das relações diplomáticas, o Brasil aderiu à sua política de não manter relações bilaterais com Estados de viés totalitarista, situação essa que mudaria dramaticamente depois da primeira eleição de Luiz Inácio Lula da Silva para a presidência da República Federativa do Brasil em 27 de outubro de 2002.
Depois que relações foram estabelecidas em 2001, vários anos se passaram antes da abertura de fato das Embaixadas. A Embaixada da Coreia do Norte em Brasília foi inaugurada em 2005, e a Embaixada do Brasil em Pyongyang foi aberta apenas quando o primeiro embaixador brasileiro na Coreia do Norte foi nomeado em 2009.
A chegada do embaixador Arnaldo Carrilho, o primeiro embaixador brasileiro na Coreia do Norte, foi adiada de maio a julho de 2009 devido a um teste de um míssil norte-coreano que pegou a comunidade internacional de surpresa. O governo brasileiro fez um protesto formal contra o teste do míssil, e o embaixador Arnaldo Carrilho foi retido na China para consultas com o governo brasileiro. Em julho de 2009, o embaixador entrou na Coreia do Norte e assumiu o seu posto em Pyongyang, tornando o Brasil um dos únicos 25 países do mundo que atualmente mantêm embaixadas na Coreia do Norte. Os outros países que mantêm relações diplomáticas com o regime de Pyongyang são representados por suas embaixadas em Pequim e em Seul.
As relações entre a Coreia do Norte e o Brasil aumentaram consideravelmente desde a chegada ao poder do presidente brasileiro Luiz Inácio Lula da Silva, em janeiro de 2003. Em 23 de maio de 2006, a Agência Central de Notícias da Coreia do Norte (KCNA) e a mídia brasileira informaram que os dois países haviam assinado um acordo comercial.

## Apoio norte-coreano a grupos revolucionários no Brasil durante o Regime Militar
Entre 1968 e 1971, a Coreia do Norte forneceu ajuda financeira e militar para várias organizações de esquerda que lutaram contra o governo militar brasileiro, notadamente a Ação Libertadora Nacional (ALN), liderada por Carlos Marighella, e a Vanguarda Popular Revolucionária (VPR). Em novembro de 1970, a Coreia do Norte estabeleceu uma base de treinamento na região de Porto Alegre, onde um pequeno número de grupos guerrilheiros recebeu treinamento de guerrilha, armas portáteis, e treinamento ideológico. Acredita-se que um pequeno número de guerrilheiros da ALN e da VPR também receberam treinamento dentro da Coreia do Norte.

## Relações econômicas
As relações econômicas entre os dois países são limitadas, apesar de terem apresentado crescimento durante a segunda metade da década de 2000. Em 2008, o comércio bilateral entre o Brasil e a Coreia do Norte atingiu a marca de 381 milhões de dólares.
Entre 1997 e 2017, o Brasil foi um importador de produtos norte-coreanos de alta tecnologia somados em 400 milhões de dólares estadunidenses, por outro lado foi exportador de produtos primários (cereais, óleos vegetais e algodão), conforme dados divulgados pelo Observatório de Complexidade Econômica, ligado ao Instituto de Tecnologia de Massachusetts dos Estados Unidos.